# Llinatge dels Vilademany
El llinatge dels Vilademany va ser una família nobiliària catalana originària d'Aiguaviva que arribà a tenir diverses possessions al Gironès, la Selva i Osona i eren varvassors d'aquest darrer comtat.

## Llinatge
El llinatge nobiliari era originari del castell i la demarcació feudal que s'estenia, al segle xii, pels actuals municipis d'Aiguaviva (Gironès) i Vilobí d'Onyar (la Selva). Als segles XIV i XV eren senyors, a més, de Taradell i Santa Coloma de Farners. Per la jurisdicció de l'extens castell termenat de Taradell, els Vilademany eren, alhora, varvassors del comtat d'Osona. A les darreries del segle xv entroncaren amb els Cruïlles, senyors de Rupit i Fornells, i castlans de Seva i el Brull.
Un dels membres destacats d'aquest llinatge va ser Carles de Vilademany-Cruïlles i d'Agullana (m. 1626), capitost assenyalat de la facció dels nyerros, a la ciutat i vegueria de Vic a començaments del segle xvii. Arran del traspàs sense successió el patrimoni passà als Perapertusa, vescomtes de Jóc (Rosselló).